# Selim Dindar
Mehmet Selim Dindar (* 1. Januar 1960 in Cizre, Şırnak; † 2. Dezember 2009 in Bakırköy, Istanbul) war ein kurdischer Geschäftsmann, der in Cizre an den Folgen eines bewaffneten Überfalls gestorben ist. 

## Leben
Mehmet Selim Dindar wurde am 1. Januar 1960 im Bezirk Cizre der Provinz Şırnak im Südosten der Türkei als Kind einer reichen sayyidischenFamilie kurdischer Herkunft geboren. Mehmet Selim Dindar ist der Bruder von Mehmet Emin Dindar, ein türkischer Politiker und Mitglied der rechtspopulistischen Adalet ve Kalkınma Partisi. Sein Sohn Heja Dindar ist ein türkischer Rapper.
Dindar wurden politische Vergehen in den 1980er Jahren vorgeworfen, und er wurde drei Jahre lang im Diyarbakır Gefängnis inhaftiert. In einem Gespräch mit der Radikal Gazetesi und in den Interviews, die er Habertürk 2008 gab, sagte er, dass er im Gefängnis gefoltert worden ist und beschrieb die Folterungen im Diyarbakır Gefängnis.
Dindar wurde am 2. Dezember 2009 am Ausgang des Vereinslokals des Cizreliler Derneği („Verein der Leute, die aus Cizre stammen“) angegriffen und schwer verletzt. Er starb am selben Tag an den Folgen des Überfalls. Sein Leichnam wurde auf dem Friedhof in Kazlıçeşme beigesetzt.